# Antoni Tomàs i Homs
Antoni Tomàs i Homs va ser un compositor tarragonès d'inicis del segle xx.

## Obres
- Lamentacions per a 4 v i Ac / Tomàs i Homs, Antoni, † 1950 Antoni Tomàs i Homs[1, 2] La m; [3] Fa M. Ca, A, T, B 1/2; Vc, Cb ([1] De lamentatione Jeremiæ prophete, [2] Lamed. Matribus suis dixerunt, [3] Alef. Ego vir videns...) 1931. Complet. Arxiu Històric Arxidiocesà de Tarragona. Arxiu de la Catedral de Tarragona. Fons de la Catedral de Tarragona.
- Missa per a 4 v i Ac / Tomàs i Homs, Antoni, † 1950 Antoni Tomàs i Homs. Fa M. Ca, A, T, B; Vc, Cb (Kyrie eleison...) Segon quart s. XX. Complert. Arxiu Històric Arxidiocesà de Tarragona. Arxiu de la Catedral de Tarragona. Fons de la Catedral de Tarragona.
- Missa per a 4 v i Ac / Tomàs i Homs, Antoni, † 1950 Antoni Tomàs i Homs. Fa M. Ti, C, T, B; Vc, Cb, Org (Kyrie eleison...) Segon quart s. XX. Complet Arxiu Històric Arxidiocesà de Tarragona. Arxiu de la Catedral de Tarragona. Fons de la Catedral de Tarragona.
- Motet per a 1 v i Org / Tomàs i Homs, Antoni, † 1950 Antoni Tomàs i Homs. Fa M. Baix; Org (O salutaris hostia...) Segon quart s. XX. Complet Arxiu Històric Arxidiocesà de Tarragona. Arxiu de la Catedral de Tarragona. Fons de la Catedral de Tarragona.
- Motet per a 4 v i Org / Tomàs i Homs, Antoni, † 1950 Antoni Tomàs i Homs. Mi b M. Ti 1/2, T, B; Orga (Panis angelicus...) Segon quart s. XX. Complet Arxiu Històric Arxidiocesà de Tarragona. Arxiu de la Catedral de Tarragona. Fons de la Catedral de Tarragona.
- Motets per a 4 v i instr / Tomàs i Homs, Antoni, † 1950 Antoni Tomàs i Homs. Fa M, [2] La b M. [1] Ti, T, Baix; [2] Ti, C, T, B; Vc, Cb, Org ([1] Domine non sum dignus, Adoro te devote...) Segon quart s. XX. Complet Arxiu Històric Arxidiocesà de Tarragona. Arxiu de la Catedral de Tarragona. Fons de la Catedral de Tarragona.
- Ofertori per a 4 v i Orq / Tomàs i Homs, Antoni, † 1950 Antoni Tomàs i Homs. Fa M. Ti, C, T, B; Fl, Ob, Cl 1/2, Fg, Tpa 1/2, Vl 1/2, Va, Vc, Cb, Hrm (Jubilate Deo...) Segon quart s. XX. Complet Arxiu Històric Arxidiocesà de Tarragona. Arxiu de la Catedral de Tarragona. Fons de la Catedral de Tarragona.
- Responsoris a 5 v / Tomàs i Homs, Antoni, † 1950 Antoni Tomàs i Homs. La M; [2] Re M; [3] Mi M. Ti 1/2, C, T, B ([1] O magnum mysterium, [2] Beata Virgo cujus viscera, [3] Sancta et inmaculata...) 1929. Complet Arxiu Històric Arxidiocesà de Tarragona. Arxiu de la Catedral de Tarragona. Fons de la Catedral de Tarragona.
- Responsoris per a 4 v i Org / Tomàs i Homs, Antoni, † 1950 Antoni Tomàs i Homs. [1] Do M; [2] La m; [3] La m. Ti, C, T, B; Org ([1] Hodie nobis coelorum, [2] Hodie nobis de caelo pax, [3] Quem vidistis pastores...) 1929. Complet Arxiu Històric Arxidiocesà de Tarragona. Arxiu de la Catedral de Tarragona. Fons de la Catedral de Tarragona.
- Responsoris per a 4 v i Orq / Tomàs i Homs, Antoni, † 1950 Antoni Tomàs i Homs. [1] Si m; [2] Do m; [3] Si b M; [4] Sol M; [5] Mi M. Ti, C, T, Baix; Fl, Cl, Tpta, Br [Fsc], Vl 1/2, Vc, Cb, Org ([1] Ego ex hore, [2] Nihil in qui natum in eam, [3] Signum magnum apparuit, [4] Hortus conclusus, [5] Magnificat anima mea...) Segon quart s. XX. Complet Arxiu Històric Arxidiocesà de Tarragona. Arxiu de la Catedral de Tarragona. Fons de la Catedral de Tarragona.

## Altres enllaços
- Roselló, L. T. (1974). Tarragona: La música en toda España, crónicas de nuestros corresponsales nacionales. Ritmo, 45(446), 36. https://dialnet.unirioja.es/servlet/articulo?codigo=3858299